# ラストシーン (菅田将暉の曲)
「ラストシーン」は、日本の歌手・菅田将暉の楽曲。通算6作目のシングルとして2021年11月24日にエピックレコードジャパンより発売された。表題曲「ラストシーン」は、TBS系 日曜劇場『日本沈没-希望のひと-』の主題歌に起用された。

## ミュージック・ビデオ
2021年11月24日に公開。監督は「まちがいさがし」を担当した林響太朗。

## 収録曲と規格
| 全編曲: トオミヨウ。 |                                |              |              |       |
| #                    | タイトル                       | 作詞         | 作曲         | 時間  |
| 1.                   | 「ラストシーン」               | 石崎ひゅーい | 石崎ひゅーい | 4:29  |
| 2.                   | 「ギターウサギ」               | 菅田将暉     | 菅田将暉     | 4:41  |
| 3.                   | 「ラストシーン」(Instrumental) |              | 石崎ひゅーい | 4:28  |
| 合計時間:            | 合計時間:                      | 合計時間:    | 合計時間:    | 13:38 |

| #  | タイトル                             | 作詞 | 作曲・編曲 |
| -- | ------------------------------------ | ---- | ---------- |
| 1. | 「菅田将暉 LIVE STREAMING 20210221」 |      |            |